# Nästasjön, Småland
Nästasjön är en sjö i Värnamo kommun i Småland och ingår i Lagans huvudavrinningsområde. Sjön är 11,6 meter djup, har en yta på 1,31 kvadratkilometer och befinner sig 159 meter över havet. Sjön avvattnas av vattendraget Lillån.

## Delavrinningsområde
Nästasjön ingår i det delavrinningsområde (634324-138811) som SMHI kallar för Utloppet av Nästasjön. Medelhöjden är 194 meter över havet och ytan är 12,89 kvadratkilometer. Det finns ett delavrinningsområde uppströms, och räknas det in blir den ackumulerade arean 33,07 kvadratkilometer. Lillån som avvattnar avrinningsområdet har biflödesordning 3, vilket innebär att vattnet flödar genom totalt 3 vattendrag innan det når havet efter 174 kilometer. Delavrinningsområdet består mestadels av skog (65 procent) och jordbruk (13 procent). Avrinningsområdet har 1,29 kvadratkilometer vattenytor vilket ger det en sjöprocent på 10 procent.